# The Last of Us (série télévisée)
Pour l’article homonyme, voir The Last of Us (homonymie).
The Last of Us est une série télévisée post-apocalyptique américaine créée par Neil Druckmann et Craig Mazin, diffusée depuis le 15 janvier 2023 sur la chaîne américaine HBO.
Au Québec, elle est diffusée sur Super Écran, en France depuis le 16 janvier 2023 sur Prime Video et Max, en Belgique, elle est disponible sur BeTV et Yelow Play, et en Suisse depuis le 20 février 2023 sur la RTS.
La première saison est une adaptation télévisée du jeu vidéo homonyme, développé par Naughty Dog et sorti initialement en 2013 sur PlayStation 3. La deuxième saison adapte en partie le jeu The Last of Us Part II, sorti initialement en 2020 sur PlayStation 4
La série a été acclamée par les critiques, qui ont salué les performances, l'écriture, la conception de la production et la musique, et a été qualifiée de meilleure adaptation d'un jeu vidéo. Sur les chaînes linéaires et HBO Max, la première de la série a été regardée par 4,7 millions de téléspectateurs le premier jour, le deuxième plus grand nombre pour HBO depuis 2010 et près de 40 millions en deux mois ; en mai 2023, la série a attiré en moyenne près de 32 millions de téléspectateurs par épisode.

## Synopsis
En 2003, l'Humanité a été décimée à la suite de la mutation d'un champignon parasite, le Cordyceps. Vingt ans après le début de cette pandémie, Joel (Pedro Pascal), Ellie (Bella Ramsey) et Tess (Anna Torv), un trio lié par la dureté du monde dans lequel ils vivent, se lancent dans un périple à travers de ce qu'il reste des États-Unis. Au cours de leur voyage, ils devront faire face aussi bien aux infectés qu'à des survivants hostiles.

## Distribution
Sauf indication contraire, les informations mentionnées dans cette section peuvent être confirmées par les bases de données cinématographiques IMDb et Allociné,  présentes dans la section « Liens externes ».

### Acteurs principaux
- Pedro Pascal (VF : Boris Rehlinger) : Joel Miller (saisons 1-2)
- Bella Ramsey (VF : Emmylou Homs) : Ellie Williams
- Gabriel Luna (VF : Benjamin Penamaria) : Tommy Miller (saison 2, invité saison 1)
- Isabela Merced (VF : Valérie Bescht) : Dina (saison 2)
- Young Mazino (en) (VF : Adrien Antoine) : Jesse (saison 2)
- Kaitlyn Dever (VF : Camille Donda) : Abby Anderson[1] (saison 3, récurrente saison 2)

### Acteurs récurrents
- Rutina Wesley (VF : Fily Keita) : Maria Miller (depuis la saison 1)

#### Saison 1
- Anna Torv (VF : Myrtille Bakouche) : Theresa « Tess » Servopoulos
- Merle Dandridge (VF : Daria Levannier) : Marlene
- Melanie Lynskey (VF : Edwige Lemoine) : Kathleen Coghlan
- Jeffrey Pierce (VF : Serge Biavan) : Perry
- Nick Offerman (VF : Alexis Victor) : Bill
- Murray Bartlett (VF : Jean-Pierre Michaël) : Frank
- Lamar Johnson (en) (VF : Baptiste Marc) : Henry
- Kevonn Woodard (en) : Sam
- Graham Greene (VF : Benoît Allemane) : Marlon
- Elaine Miles : Florence
- Storm Reid (VF : Mélissa Berard) : Riley Abel
- Scott Shepherd (VF : Bernard Gabay) : David
- Brendan Fletcher (VF : Thibaut Lacour) : Robert
- Max Montesi (VF : Clément Moreau) : Lee
- Nelson Leis : Josiah
- Sonia Maria Chirila (VF : Mélissa Leprince) : Hannah
- Ari Rombough : (VF : Elsa Davoine) : Joyce
- Natasha Mumba (VF : Aurélie Konaté) : Kim Tembo
- John Getz (VF : Guy Chapellier) : Eldelstein

#### Saison 2
- Danny Ramirez (VF : Aurélien Raynal) : Manny Alvarez
- Tati Gabrielle (VF : Esthèle Dumand) : Nora Harris
- Ariela Barer (VF : Zina Khakhoulia) : Mel
- Spencer Lord (en) (VF : Jim Redler) : Owen Moore
- Jeffrey Wright : (VF : Jérémie Covillault) : Isaac Dixon
- Catherine O'Hara (VF : Béatrice Delfe) : Gail
- Joe Pantoliano (VF : Nicolas Marié) : Eugene
- Robert John Burke (VF : Paul Borne) : Seth
- Noah Lammana (VF : Jessica Monceau) : Kat
- Alanna Ubach (VF : Marie Bouvier) : Hanrahan
- Ben Ahlers : Burton
- Hettienne Park (VF : Victoria Grosbois) : Elise Park
- Ezra Akbonkhese : Benjamin Miller

### Invités
- Nico Parker (VF : Jaynélia Coadou) : Sarah Miller (saison 1, épisode 1)
- John Hannah (VF : Jean-Philippe Puymartin) : Dr Neuman (saison 1, épisode 1)
- Christopher Heyerdahl : Dr Schoenheiss (saison 1, épisode 1)
- Josh Brener (VF : Hervé Rey) : le présentateur télé (saison 1, épisode 1)

### Invités spéciaux
- Troy Baker (VF : Cyrille Monge) : James (saison 1, épisode 8)
- Ashley Johnson (VF : Adeline Chetail) : Anna Williams (saison 1, épisode 9)
- Laura Bailey : l'infirmière (saison 1, épisode 9)

 Source et légende : version française (VF) sur RS Doublage et selon les cartons du doublage français.

## Production

Logo vertical de The Last of Us.

### Développement
La série est créée par Craig Mazin, notamment scénariste de la mini-série Chernobyl, et par Neil Druckmann, réalisateur des séries de jeux vidéo The Last of Us et Uncharted. La production est assurée par Carolyn Strauss (Game of Thrones, Chernobyl) et par Evan Wells, directeur du studio Naughty Dog à l'origine des jeux The Last of Us,. Johan Renck, réalisateur de Chernobyl et de certains épisodes des séries Vikings, Breaking Bad et The Walking Dead, était censé réaliser au moins le pilote de la série, mais est remplacé en janvier 2021 par Kantemir Balagov.
Francesca Orsi, vice-présidente exécutive chargée de la programmation chez HBO, affirme dans un communiqué que « […] cette série devrait à la fois parler aux fans inconditionnels du jeu The Last of Us, mais aussi aux nouveaux venus dans cette saga […] ».
Craig Mazin a confié que la série serait composée de dix épisodes. Finalement en novembre 2022, HBO annonce que la première saison sera diffusée à partir du 15 janvier 2023 et qu'elle ne comptera que neuf épisodes.
Le 27 janvier 2023, la série est renouvelée pour une deuxième saison. Elle est diffusée depuis avril 2025.
Le 9 avril 2025, la série est renouvelée pour une troisième saison.
En juillet 2025, dans un communiqué Neil Druckmann annonce son départ de ses fonctions de co-showrunner, scénariste et réalisateur pour ce concentrer sur ses fonctions et projets chez Naughty Dog. Le même jour, Halley Gross co-scénariste de The Last of Us Part II ainsi que scénariste et co-productrice de la saison 2 annonce également son départ.

### Attribution des rôles
Le 11 février 2021, Bella Ramsey et Pedro Pascal, tous deux ayant déjà joué dans la série à succès Game of Thrones, sont annoncés dans les rôles d'Ellie et Joel. En avril, Gabriel Luna est annoncé dans le rôle de Tommy, le frère de Joel. En mai, il est annoncé que Merle Dandridge qui interprète Marlene dans le jeu reprend le rôle pour la série. En juillet, Nico Parker est choisie pour incarner Sarah Miller, la fille de Joel. En juillet, l'actrice australienne Anna Torv est sélectionnée pour le rôle de Tess, une loyale amie de Joel.
Le 9 juin 2022, à l'occasion de la Summer Game Fest, Neil Druckmann confirme la présence des acteurs Troy Baker et Ashley Johnson dans des rôles « majeurs ». Le 10 août, il est révélé que les acteurs Lamar Johnson et Kevonn Woodard interprètent Henry et Sam, deux frères de Kansas City tentant de survivre à un groupe de révolutionnaire en quête de vengeance. Les acteurs Graham Greene et Elaine Miles interprètent un couple marié de survivants vivant seul dans le Wyoming. Le 26 août, HBO dévoile dans un teaser la présence de Melanie Lynskey qui interprétera Kathleen, la cheffe d'un groupe de révolutionnaire de Kansas City.
En janvier 2024, l'actrice Kaitlyn Dever est choisie pour incarner le personnage de Abby Anderson considéré comme le nouveau personnage le plus important de la saison 2. Le lendemain, l'acteur Young Mazino est choisi pour incarner le personnage de Jesse. Le surlendemain, l'actrice Isabela Merced est choisie pour incarner Dina.
En février 2024, l'actrice Catherine O'Hara rejoint la série dans un rôle tenu secret par la production.
Le 1er mars, les acteurs Danny Ramirez, Tati Gabrielle, Ariela Barer et Spencer Lord sont choisis pour incarner les personnages de Manny, Nora, Mel et Owen.
Le 24 mai, il est annoncé que Jeffrey Wright reprendra pour la seconde saison son rôle d'Isaac qu'il tenait dans le jeu The Last of Us Part II.
En mars 2025, il est dévoilé que Catherine O'Hara jouera Gail la thérapeute de Joel. Les acteurs Joe Pantoliano, Robert John Burke et Noah Lammana joueront Eugene, Seth et Kat. Les acteurs Alanna Ubach, Ben Ahlers et Hettienne Park joueront trois personnages  originaux, Hanrahan, Burton et Elise Park.

### Musique
La musique est signée par le compositeur argentin Gustavo Santaolalla, qui a réalisé la bande originale des deux jeux de la série.

### Fiche technique
Sauf indication contraire, les informations mentionnées dans cette section peuvent être confirmées par la base de données cinématographiques IMDb,  présente dans la section « Liens externes ».
- Titre original : The Last of Us
- Création : Neil Druckmann et Craig Mazin
- Casting : Victoria Thomas
- Réalisation : Ali Abbasi, Kantemir Balagov, Neil Druckmann, Peter Hoar, Liza Johnson, Craig Mazin, Jeremy Webb et Jasmila Zbanic
- Scénario : Neil Druckmann et Craig Mazin, d'après The Last of Us de Neil Druckmann et Bruce Straley
- Musique : Gustavo Santaolalla et David Fleming
- Décors : John Paino
- Costumes : Cynthia Ann Summers
- Photographie : Eben Bolter, Nadim Carlsen et Ksenia Sereda
- Montage : Mark Hartzell et Joel T. Pashby
- Production : Kantemir Balagov, Neil Druckman, Rose Lam, Craig Mazin, Asad Qizilbash, Carolyn Strauss (en), Carter Swan et Evan Wells
- Sociétés de production : Naughty Dog, PlayStation Productions, Sony Pictures Television, The Mighty Mint et Word Games
- Société de distribution : WarnerMedia
- Pays de production :  États-Unis
- Langue originale : anglais
- Nombre de saisons : 2
- Nombre d'épisodes : 16
- Format : couleur - son Dolby Digital
- Genre : drame, horreur, zombies, science-fiction
- Durée : 43 à 81 minutes
- Dates de première diffusion :
  - États-Unis : 15 janvier 2023 sur HBO
  - France : 16 janvier 2023 sur Prime Video
  - Belgique : 16 janvier 2023 sur BeTV
  - Suisse : 20 février 2023 sur RTS Un

## Épisodes

### Première saison (2023)
La première saison est constituée de neuf épisodes et diffusée à partir du 15 janvier 2023.
| no | Titre français Titre original                                        | Réalisation     | Scénario                      | Première diffusion |
| -- | -------------------------------------------------------------------- | --------------- | ----------------------------- | ------------------ |
| 1  | Quand tu es perdu dans les ténèbres When You're Lost in the Darkness | Craig Mazin     | Craig Mazin et Neil Druckmann | 15 janvier 2023    |
| 2  | Infecté Infected                                                     | Neil Druckmann  | Craig Mazin                   | 22 janvier 2023    |
| 3  | Longtemps… Long Long Time                                            | Peter Hoar (en) | Craig Mazin                   | 29 janvier 2023    |
| 4  | S'il te plaît, tiens ma main Please Hold to My Hand                  | Jeremy Webb     | Craig Mazin                   | 5 février 2023     |
| 5  | Endurer et survivre Endure and Survive                               | Jeremy Webb     | Craig Mazin                   | 10 février 2023    |
| 6  | Parenté Kin                                                          | Jasmila Žbanić  | Craig Mazin                   | 19 février 2023    |
| 7  | Abandonner Left Behind                                               | Liza Johnson    | Neil Druckmann                | 26 février 2023    |
| 8  | Quand on est dans le besoin When We Are In Need                      | Ali Abbasi      | Craig Mazin                   | 5 mars 2023        |
| 9  | Cherchez la lumière Look for the Light                               | Ali Abbasi      | Craig Mazin et Neil Druckmann | 12 mars 2023       |

### Deuxième saison (2025)
La deuxième saison est composée de sept épisodes et est diffusée aux États-Unis à partir du 13 avril 2025. En France, elle est diffusée dès le 14 avril 2025.
| no | Titre français Titre original     | Réalisation        | Scénario                                         | Première diffusion |
| -- | --------------------------------- | ------------------ | ------------------------------------------------ | ------------------ |
| 1  | La Marche du progrès Future Days  | Craig Mazin        | Craig Mazin                                      | 13 avril 2025      |
| 2  | Dans la vallée Through the Valley | Mark Mylod         | Craig Mazin                                      | 20 avril 2025      |
| 3  | La Voie The Path                  | Peter Hoar (en)    | Craig Mazin                                      | 27 avril 2025      |
| 4  | Jour Un Day One                   | Kate Herron        | Craig Mazin                                      | 4 mai 2025         |
| 5  | Ressentez son amour Feel Her Love | Stephen Williams   | Craig Mazin                                      | 11 mai 2025        |
| 6  | Le Prix The Price                 | Neil Druckmann     | Neil Druckmann, Halley Gross (en) et Craig Mazin | 18 mai 2025        |
| 7  | Convergence                       | Nina Lopez-Corrado | Neil Druckmann, Halley Gross (en) et Craig Mazin | 25 mai 2025        |

## Accueil critique
La série reçoit à sa diffusion un très bon accueil critique. Le taux d'approbation sur Rotten Tomatoes atteint 97 %. L'agrégateur de notes Metacritic lui attribue la note de 84/100 sur la base de 41 critiques. Sur Allociné, la presse lui donne une note moyenne de 4,3/5.

## Distinctions

### Nominations
- Golden Globes 2024 :
  - Meilleure série télévisée dramatique
  - Meilleur acteur dans une série télévisée dramatique pour Pedro Pascal
  - Meilleure actrice dans une série télévisée dramatique pour Bella Ramsey
- Emmy Awards 2024 :
  - Meilleure série télévisée dramatique
  - Meilleur acteur pour Pedro Pascal
  - Meilleure actrice pour Bella Ramsey
  - Meilleure actrice invitée pour Anna Torv
  - Meilleure réalisation pour l'épisode Long, Long, Time
  - Meilleur scénario pour l'épisode Long, Long, Time